# Bayencourt
Bayencourt település Franciaországban, Somme megyében. Lakosainak száma 73 fő (2022. január 1.). Bayencourt Souastre, Foncquevillers, Sailly-au-Bois és Coigneux községekkel határos.

## Népesség
A település népességének változása:
| Lakosok száma | 81   | 80   | 82   | 79   | 78   | 77   | 76   | 74   | 73   |
|               | 2013 | 2015 | 2016 | 2017 | 2018 | 2019 | 2020 | 2021 | 2022 |